# Atherigona seticauda
Atherigona seticauda är en tvåvingeart som beskrevs av Malloch 1926. Atherigona seticauda ingår i släktet Atherigona och familjen husflugor. Inga underarter finns listade i Catalogue of Life.